# Кубок СССР по лыжным гонкам 1986
18-й Кубок СССР по лыжным гонкам проводился в Бакуриани Грузинской ССР с 29 января по 2 февраля 1986 года. Соревнования проводились по двум дисциплинам — гонка на 15 км (мужчины), гонка 5 км (женщины).

### Мужчины
|                | Золото                                         | Серебро                                 | Бронза                                   |
| -------------- | ---------------------------------------------- | --------------------------------------- | ---------------------------------------- |
| Гонка на 15 км | Девятьяров Михаил 43.32 Вооружённые Силы Пермь | Батюк Александр +0.35 «Динамо» Чернигов | Никитин Владимир +0.37 Профсоюзы Устинов |

### Женщины
|               | Золото                                       | Серебро                                         | Бронза                               |
| ------------- | -------------------------------------------- | ----------------------------------------------- | ------------------------------------ |
| Гонка на 5 км | Фурлетова Наталья 12.43 Профсоюзы Свердловск | Королёва Нина +0.02 «Динамо» Московская область | Гаврылюк Нина +0.15 «Труд» Ленинград |